# Bổ tử

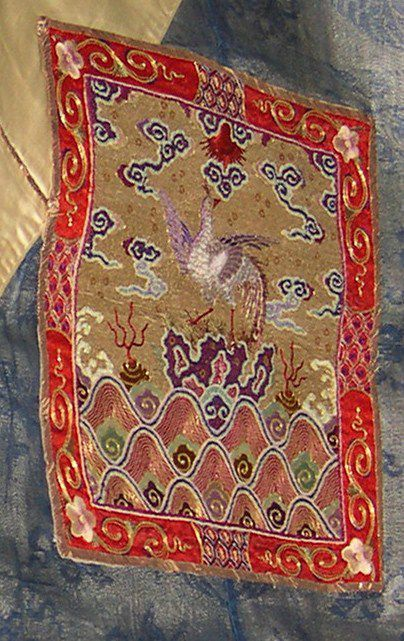
Bổ tử thêu hình chim hạc của quan văn nhất phẩm nhà Nguyễn

Bổ tử hay bố tử (chữ Nho: 補子) là một mảnh vải hình vuông đính ở ngực và lưng áo trên phẩm phục của các quan trong triều thời phong kiến Việt Nam, Trung Hoa và Triều Tiên. Tấm vải vuông này trước thế kỷ 16 còn có tên là hung bối và hoa dạng. Mảnh bổ tử thường là vải thêu với cấp hiệu phẩm hàm của vị quan. Tại Việt Nam, bố tử được sử dụng từ năm 1471, triều vua Lê Thánh Tông.